# Eve Lamell
Eve Lamell (* 1980er-Jahre in Augsburg) ist eine deutsche Singer-Songwriterin, Schauspielerin und Autorin.

## Leben und Wirken
Eve Lamell wuchs in Augsburg und in Ludwigsburg auf.
Von 2008 bis 2013 absolvierte sie ein Studium der Germanistik und der Europäischen Ethnologie an der Universität Augsburg. Danach absolvierte sie eine klassische Gesangsausbildung und eine professionelle Schauspielausbildung in München.
Lamell war bislang in mehreren Bands die Sängerin bzw. Frontfrau. Sie spielt Klavier, Gitarre und Violine und tritt vorrangig mit Jazz-Kompositionen auf. Seit einigen Jahren tritt sie als Schauspielerin in Film-und-Fernsehproduktionen auf und ist vereinzelt am Theater tätig. Zudem ist Lamell auch als Drehbuchautorin, Synchronsprecherin und Hörspielsprecherin tätig.
Im Jahr 2023 war sie in der ARD-Telenovela Sturm der Liebe als Krankenschwester Gesine Winter zu sehen.
Eve Lamell lebt in München.

## Filmografie
- 2019: Another Day in Paradise (Spielfilm)
- 2020: Aktenzeichen XY … ungelöst (TV-Reihe, 1 Episode)
- 2022: The Fuckup (Kurzfilm)
- 2023: Toni, männlich, Hebamme – Mächtig schwanger (Fernsehreihe)
- 2023: Sturm der Liebe (Fernsehserie, 11 Episoden)